# Всероссийский монашеский съезд (1909)
Всероссийский мона́шеский съезд — съезд делегатов монашествующих от епархий Русской православной церкви, проходивший 5-13 июля 1909 года в Троице-Сергиевой лавре.
На съезде присутствовало около 100 делегатов. Председателем съезда был избран архиепископ Никон (Рождественский). Заседания съезда были объявлены закрытыми: ни корреспонденты газет, ни посторонние миряне на них не допускались. На съезде рассматривался широкий круг вопросов монастырской жизни, в том числе и вопросы приема в монашество и выхода из него.
С докладом «Нужды современного русского монашества» на съезде выступил председатель съезда архиепископ Никон. В докладе владыка говорил о падении авторитета к монашеству в простом народе: «… с глубокою скорбию приходится наблюдать, что монашество наше в духовном отношении все более и более опускается. Духовная жизнь гаснет в нем, а без нее и самое монашество теряет смысл».
Главной причиной падения авторитета монашества делегаты назвали ослабление внутримонастырской дисциплины.
Делегатами съезда была выработана обширная программа по искоренению главных пороков монастырской жизни. В частности, предлагалось зачислять в послушники кандидатов только после сдачи экзаменам на знание закона Божия, краткого катехизиса, учения о богослужении, устава церковного, учения о монашестве и краткой его истории. А перед пострижением предлагалось послушников подвергать повторному подробному экзамену с присоединением некоторых сведений по истории иночества и православной аскетики или учения святых отцов о борьбе со страстями. Предлагалось разрешить епархиальному архиерею, после произведенного следствия, своею властью, помимо Синода, лишать монашеского звания, порочащих своё звание. Съезд ходатайствовал перед Синодом в том, чтобы законом запретить ношение послушнической и монашеской одежды лицам, не живущим в монастырях. Это же касалось и ношения длинных волос. Съездом было рекомендовано «под страхом строжайшей ответственности обязать всех монашествующих, начиная с настоятеля и до послушника, к полнейшему воздержанию от вина и вообще спиртных напитков». Съезд обратился к правительству об освобождении послушников, желающих иноческой жизни, от воинской службы, а если они раздумают принимать монашество, то отдавать их в рекруты. Так же рекомендовано было отдавать в рекруты выгнанных и самовольно ушедших из монастыря монахов. Предлагалось, чтобы все настоятели монастырей «не принимали в монастырь в число братии лиц, уже поживших в другой обители и самовольно из неё вышедших, не говоря уже о тех, которые изгнаны за какой-либо порок».
Начало Первой мировой войны и Октябрьская революция 1917 года остановили реализацию принятой съездом программы совершенствования монастырской жизни в России.